# Deborah Sengl
Deborah Sengl (née le 2 janvier 1974 à Vienne) est une artiste contemporaine autrichienne.

## Biographie
Deborah Sengl est la fille des peintres Peter Sengl et Susanne Lacomb. Sengl étudie à partir de 1992 dans la classe de Mario Terzic (Département de design des médias visuels) à l'université des arts appliqués de Vienne. En 1995, elle termine un semestre d’invité à l'école des beaux-arts de Berlin-Weißensee (département de la mode). Elle obtient son diplôme en 1997 en étant dans la classe de Christian Ludwig Attersee (département des beaux-arts).

## Œuvre

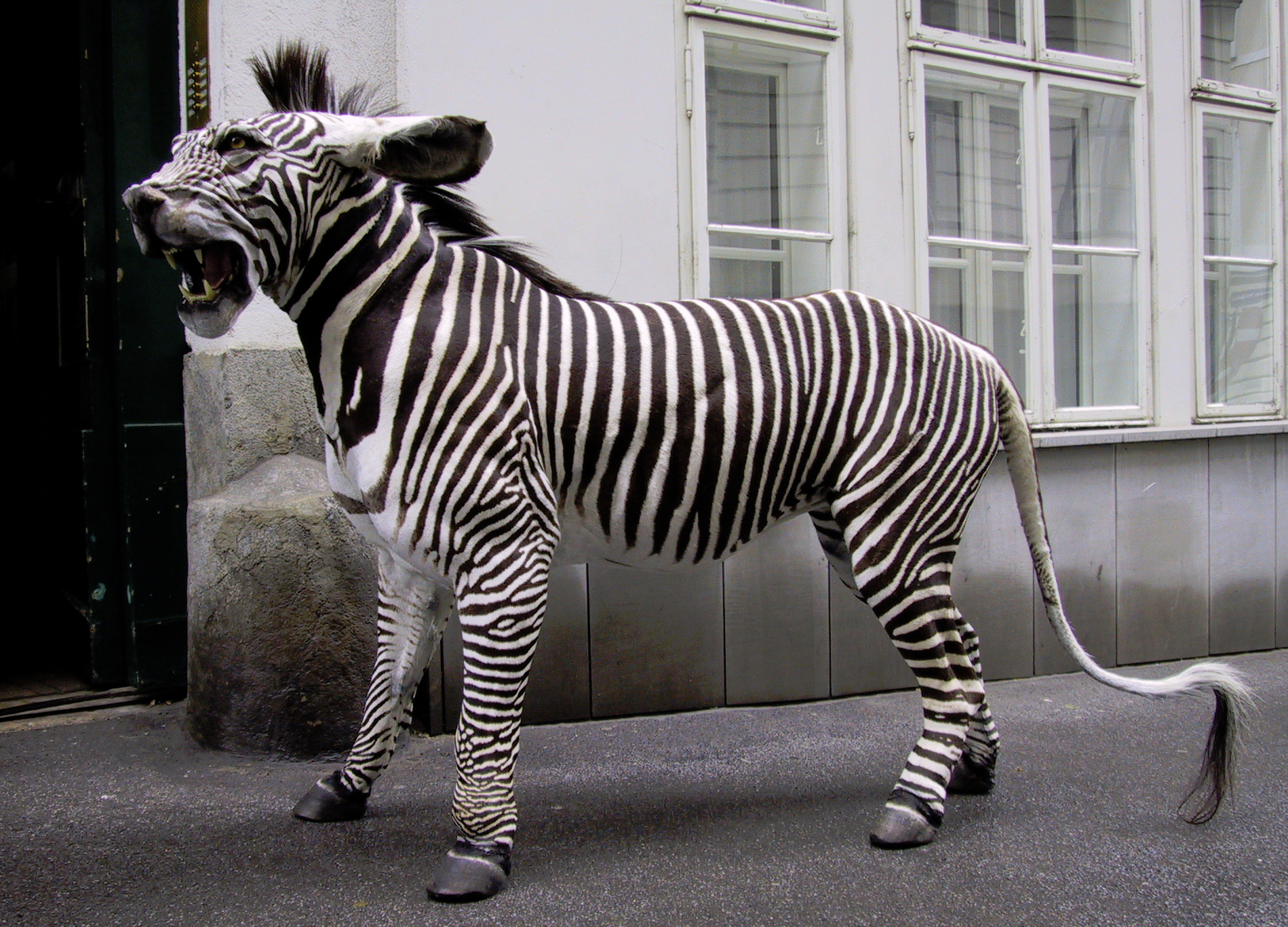
La Lionne, en tant que prédatrice, dégénère en la proie convoitée, 2004

Dans son œuvre s'appuyant sur le concept par l'art, l’artiste aborde de nombreuses manières le thème du camouflage et de l'imposture. Les questions d'identité personnelle ainsi que le pastiche et le masque sont transférées au règne animal, tandis que l'ensemble du complexe "victimes contre auteurs" est examiné.

## Source de la traduction
- (de) Cet article est partiellement ou en totalité issu de l’article de Wikipédia en allemand intitulé « Deborah Sengl » (voir la liste des auteurs).